# X Legislatura de la Región de Murcia
La X Legislatura de la Región de Murcia comenzó el 10 de junio de 2019, fecha en la que se constituyó la nueva Asamblea tras el triunfo por mayoría simple del Partido Socialista Obrero Español en las elecciones a la Asamblea Regional de Murcia celebradas el 26 de mayo de 2019. El Consejo de Gobierno de la Región de Murcia estuvo presidido por Fernando López Miras, quien salió reelegido Presidente de la Región de Murcia en la sesión de investidura celebrada el día 26 de julio de 2019, tras dos fallidas, una el día 2 y otra el 4 de julio de ese mismo año, en las que en ambas Vox votó en contra, siendo las primeras investiduras a Presidente de la comunidad autónoma fallidas en la Región de Murcia.

## La presidencia de la Región

### Investiduras
Las votaciones para la investidura del Presidente de la Región se celebraron los días 2, 4 y 26 de julio de 2019 en la Asamblea Regional de Murcia.
| Primer acto de investidura de la X Legislatura Mayoría absoluta: 23/45  |                                                         |      |    |    |   |   |   |       |
| Candidato                                                               | Fecha                                                   | Voto |    |    |   |   |   | Total |
| Fernando López Miras (PP)                                               | 2 de julio de 2019 Mayoría requerida: Absoluta (23/45)  | Sí   |    | 15 | 6 |   |   | 21/45 |
| Fernando López Miras (PP)                                               | 2 de julio de 2019 Mayoría requerida: Absoluta (23/45)  | No   | 17 |    |   | 4 | 2 | 23/45 |
| Fernando López Miras (PP)                                               | 2 de julio de 2019 Mayoría requerida: Absoluta (23/45)  | Abs. |    |    |   |   |   | 0/45  |
| Fernando López Miras (PP)                                               | 2 de julio de 2019 Mayoría requerida: Absoluta (23/45)  | Aus. |    | 1  |   |   |   | 1/45  |
| Fernando López Miras (PP)                                               | 4 de julio de 2019 Mayoría requerida: Simple            | Sí   |    | 16 | 6 |   |   | 22/45 |
| Fernando López Miras (PP)                                               | 4 de julio de 2019 Mayoría requerida: Simple            | No   | 17 |    |   | 4 | 2 | 23/45 |
| Fernando López Miras (PP)                                               | 4 de julio de 2019 Mayoría requerida: Simple            | Abs. |    |    |   |   |   | 0/45  |
| Fernando López Miras (PP)                                               | 4 de julio de 2019 Mayoría requerida: Simple            | Aus. |    |    |   |   |   | 0/45  |
| Segundo acto de investidura de la X Legislatura Mayoría absoluta: 23/45 |                                                         |      |    |    |   |   |   |       |
| Candidato                                                               | Fecha                                                   | Voto |    |    |   |   |   | Total |
| Fernando López Miras (PP)                                               | 26 de julio de 2019 Mayoría requerida: Absoluta (23/45) | Sí   |    | 16 | 6 | 4 |   | 26/45 |
| Fernando López Miras (PP)                                               | 26 de julio de 2019 Mayoría requerida: Absoluta (23/45) | No   | 17 |    |   |   | 2 | 19/45 |
| Fernando López Miras (PP)                                               | 26 de julio de 2019 Mayoría requerida: Absoluta (23/45) | Abs. |    |    |   |   |   | 0/45  |
| Fernando López Miras (PP)                                               | 26 de julio de 2019 Mayoría requerida: Absoluta (23/45) | Aus. |    |    |   |   |   | 0/45  |
| Fuente: Asamblea Regional de Murcia Nota:                               |                                                         |      |    |    |   |   |   |       |

## Composición de la Asamblea

### Resultado electoral
En las elecciones a la Asamblea Regional de Murcia de 2019, celebradas el domingo 26 de mayo, el Partido Socialista de la Región de Murcia ganó las elecciones, quedando el Partido Popular de la Región de Murcia en segundo lugar, Ciudadanos en tercer lugar, Vox en cuarto lugar y Podemos-Equo en quinto lugar. El dato más destacable de la jornada electoral fue la irrupción de Vox con 4 diputados.
| Elecciones a la Asamblea Regional de Murcia de 2019 |                                           |                      |         |        |           |           |
| Partido político                                    | Partido político                          | Candidato            | Votos   | Votos  | Diputados | Diputados |
|                                                     | Partido Socialista de la Región de Murcia | Diego Conesa         | 211.259 | 32,61% | 17        | 4         |
|                                                     | Partido Popular de la Región de Murcia    | Fernando López Miras | 210.771 | 32,53% | 16        | 6         |
|                                                     | Ciudadanos-Partido de la Ciudadanía       | Isabel Franco        | 78.139  | 12,06% | 6         | 2         |
|                                                     | Vox                                       | Pascual Salvador     | 61.591  | 9,51%  | 4         | 4         |
|                                                     | Podemos-Equo                              | Óscar Urralburu      | 36.163  | 5,58%  | 2         | 4         |
| Fuente: datoselecciones.com                         |                                           |                      |         |        |           |           |

#### Diputados electos
Relación de diputados electos:
| N.º | Nombre                            | Lista | Lista   |
| --- | --------------------------------- | ----- | ------- |
| 1   | Diego Conesa Alcaraz              |       | PSOE    |
| 2   | Fernando López Miras              |       | PP      |
| 3   | Gloria Alarcón García             |       | PSOE    |
| 4   | María Cristina Sánchez López      |       | PP      |
| 5   | Isabel Franco Sánchez             |       | Cs      |
| 6   | Francisco Lucas Ayala             |       | PSOE    |
| 7   | Sonia Ruiz Escribano              |       | PP      |
| 8   | Pascual Salvador Hernández        |       | Vox     |
| 9   | Magdalena Sánchez Blesa           |       | PSOE    |
| 10  | Miguel Miralles González-Conde    |       | PP      |
| 11  | Antonio José Espín Espín          |       | PSOE    |
| 12  | Joaquín Segado Martínez           |       | PP      |
| 13  | Juan José Molina Gallardo         |       | Cs      |
| 14  | Óscar Urralburu Arza              |       | Podemos |
| 15  | Carmina Fernández Sánchez         |       | PSOE    |
| 16  | Javier Celdrán Lorente            |       | PP      |
| 17  | Juan José Liarte Pedreño          |       | Vox     |
| 18  | Alfonso Martínez Baños            |       | PSOE    |
| 19  | María del Carmen Pelegrín García  |       | PP      |
| 20  | Mª Dolores Martínez Pay           |       | PSOE    |
| 21  | Ramón Sánchez-Parra Servet        |       | PP      |
| 22  | Ana Martínez Vidal                |       | Cs      |
| 23  | Emilio Ivars Ferrer               |       | PSOE    |
| 24  | Antonio Luengo Zapata             |       | PP      |
| 25  | Rosalía Casado López              |       | PSOE    |
| 26  | María Dolores Valcárcel Jiménez   |       | PP      |
| 27  | María Isabel Campuzano Martínez   |       | Vox     |
| 28  | Alberto Castillo Baños            |       | Cs      |
| 29  | Pedro López Hernández             |       | PSOE    |
| 30  | Antonio Calderón Rodríguez        |       | PP      |
| 31  | María Giménez Casalduero          |       | Podemos |
| 32  | Toñi Abenza Campuzano             |       | PSOE    |
| 33  | María del Carmen Ruiz Jódar       |       | PP      |
| 34  | José Antonio Peñalver Pardínez    |       | PSOE    |
| 35  | Mirian Guardiola Salmerón         |       | PP      |
| 36  | María del Valle Miguelez Santiago |       | Cs      |
| 37  | Francisco José Carrera Fuente     |       | Vox     |
| 38  | Virginia Lopo Morales             |       | PSOE    |
| 39  | Jesús Cano Molina                 |       | PP      |
| 40  | Manolo Sevilla Nicolás            |       | PSOE    |
| 41  | Clara Valverde Soto               |       | PP      |
| 42  | Consa Martínez Muñoz              |       | PSOE    |
| 43  | Víctor Martínez-Carrasco Guzmán   |       | PP      |
| 44  | Francisco Álvarez García          |       | Cs      |
| 45  | Fernando Moreno García            |       | PSOE    |

### Órganos de la Cámara

#### Mesa de edad
| Fecha de constitución | Presidente                                       | Secretarios                                                                                    |
| --------------------- | ------------------------------------------------ | ---------------------------------------------------------------------------------------------- |
| 11 de junio de 2019   | Antonio Calderón Rodríguez (GP Popular, 72 años) | Antonia Abenza Campuzano (GP Socialista, ? años) Francisco Lucas Ayala (GP Socialista, ? años) |

#### Mesa de la Asamblea
La presidencia de la Asamblea fue otorgada a Alberto Castillo Baños, del partido Ciudadanos (perteneciente al grupo mixto), en la segunda vuelta de la votación celebrada el día 11 de junio de 2019, un día después de la constitución de la Asamblea en la X Legislatura. Ese mismo día se realizaron dos elecciones más para los puestos de vicepresidencias y secretarías, quedando Miguel Ángel Miralles como titular de la vicepresidencia primera y Francisco José Carrera de la secretaría primera. La vicepresidencia segunda y la secretaría segunda quedaron relegadas al Partido Socialista.
Así, la Mesa de la Asamblea quedó constituida en un principio por cuatro partidos políticos tras dicha votación: Ciudadanos, con la presidencia de la Cámara a manos de Alberto Castillo; Partido Popular, con la vicepresidencia primera ocupada por Miguel Ángel Miralles; Partido Socialista, con la vicepresidencia segunda a cargo de Gloria Alarcón y la secretaría segunda ocupada por Emilio Ivars; y Vox, con la secretaría primera en manos de Francisco José Carrera. Posteriormente, Castillo rompería con su partido junto a Carrera en el contexto de la crisis en el Gobierno de la Región de Murcia de 2021, quedando el cargo de presidente y secretario primero ocupados por dos miembros de la Asamblea Regional de Murcia no adscritos a ninguna formación política.
| Cargo                     | Titular                                     | Lista                                           |
| ------------------------- | ------------------------------------------- | ----------------------------------------------- |
| Presidente de la Asamblea | Alberto Castillo                            | No adscrito (desde 2021) Ciudadanos (2019-2021) |
| Vicepresidente primero    | Miguel Ángel Miralles                       | PP                                              |
| Vicepresidente segunda    | Gloria Alarcón                              | PSOE                                            |
| Secretario primero        | Francisco José Carrera                      | No adscrito (desde 2021) Vox (2019-2021)        |
| Secretario segundo        | Antonio José Espín Emilio Ivars (2019-2020) | PSOE                                            |

En aplicación de lo dispuesto en los artículos 39.3 y 40 del Reglamento de la Asamblea, la elección de la Mesa definitiva de la Cámara se realizará de la siguiente manera: En primer lugar procede la elección de la presidencia de la Asamblea; Cada diputada o diputado escribirá solo un nombre en la papeleta, y resultará elegido quien obtenga el voto de la mayoría absoluta de los miembros de la cámara; Si ninguno obtuviere dicha mayoría, se repetirá la elección entre los dos que hayan obtenido mayor número de votos, resultando elegido el candidato o candidata más votado en esta segunda votación.
La votación tuvo de investidura del presidente de la Asamblea Regional de Murcia dos vueltas al no llegar ninguno de los tres candidatos a la mayoría absoluta (23 votos) en la primera. En esta primera vuelta, el grupo parlamentario popular y el partido Ciudadanos del grupo mixto votaron por el candidato de esta última formación política, Alberto Castillo Baños, logrando en total 22 votos, y quedándose a uno de la mayoría necesaria. El grupo parlamentario socialista votó con sus 17 escaños a su candidato, Alfonso Martínez Baños. Unidas Podemos votó a su propia candidata, María Giménez Casalduero, obteniendo dos votos en total, y los cuatro parlamentarios de Vox votaron en blanco.
| Votación al cargo de Presidente de la Asamblea Regional de Murcia Mayoría absoluta: 23/45 |                                                         |           |    |    |   |   |   |       |
| Candidato                                                                                 | Fecha                                                   | Voto      |    |    |   |   |   | Total |
| Alberto Castillo Baños (Ciudadanos)                                                       | 11 de junio de 2019 Mayoría requerida: Absoluta (23/45) | Sí        |    | 16 | 6 |   |   | 22/45 |
| Alfonso Martínez Baños (PSOE)                                                             | 11 de junio de 2019 Mayoría requerida: Absoluta (23/45) | Sí        | 17 |    |   |   |   | 17/45 |
| María Giménez Casalduero (Unidas Podemos)                                                 | 11 de junio de 2019 Mayoría requerida: Absoluta (23/45) | Sí        |    |    |   |   | 2 | 2/45  |
| Ninguno                                                                                   | 11 de junio de 2019                                     | En blanco |    |    |   | 4 |   | 4/45  |
| Fuente: Asamblea Regional de Murcia Notas:                                                |                                                         |           |    |    |   |   |   |       |

En la segunda vuelta, batida entre Castillo y Martínez, el grupo parlamentario popular y el partido Ciudadanos del grupo mixto volvieron a votar por el mismo candidato anterior, Alberto Castillo Baños, logrando en total 22 votos, los mismos que en la anterior vuelta. El grupo parlamentario socialista nuevamente votó con sus 17 escaños a su candidato, Alfonso Martínez Baños. Por su parte, Unidas Podemos en esta ocasión apoyó al candidato socialista con sus 2 votos, obteniendo 19 votos en total, y los cuatro parlamentarios de Vox de nuevo votaron en blanco, logrando Alberto Castillo la mayoría simple necesaria para su elección como presidente de la Asamblea.
| Votación al cargo de Presidente de la Asamblea Regional de Murcia Mayoría absoluta: 23/45 |                                               |           |    |    |   |   |   |       |
| Candidato                                                                                 | Fecha                                         | Voto      |    |    |   |   |   | Total |
| Alberto Castillo Baños (Ciudadanos)                                                       | 11 de junio de 2019 Mayoría requerida: Simple | Sí        |    | 16 | 6 |   |   | 22/45 |
| Alfonso Martínez Baños (PSOE)                                                             | 11 de junio de 2019 Mayoría requerida: Simple | Sí        | 17 |    |   |   | 2 | 19/45 |
| Ninguno                                                                                   | 11 de junio de 2019                           | En blanco |    |    |   | 4 |   | 4/45  |
| Fuente: Asamblea Regional de Murcia Nota:                                                 |                                               |           |    |    |   |   |   |       |

En aplicación de lo dispuesto en los artículos 39.3 y 40.2 del Reglamento de la Asamblea, la elección de las vicepresidencias de la Cámara se realizará de la siguiente manera: Las dos vicepresidencias se elegirán simultáneamente; Cada diputada o diputado escribirá solo un nombre en la papeleta; Resultarán elegidos, por orden sucesivo, los dos que obtengan mayor número de votos.
| Votación a las vicepresidencias de la Asamblea Regional de Murcia Mayoría absoluta: 23/45 |                                               |           |    |    |   |   |   |       |
| Candidato                                                                                 | Fecha                                         | Voto      |    |    |   |   |   | Total |
| Miguel Ángel Miralles (PP)                                                                | 11 de junio de 2019 Mayoría requerida: Simple | Sí        |    | 16 | 6 | 4 |   | 26/45 |
| Gloria Alarcón García (PSOE)                                                              | 11 de junio de 2019 Mayoría requerida: Simple | Sí        | 17 |    |   |   |   | 17/45 |
| María Giménez Casalduero (Unidas Podemos)                                                 | 11 de junio de 2019 Mayoría requerida: Simple | Sí        |    |    |   |   | 2 | 2/45  |
| Ninguno                                                                                   | 11 de junio de 2019                           | En blanco |    |    |   |   |   | 0/45  |
| Fuente: Asamblea Regional de Murcia Notas:                                                |                                               |           |    |    |   |   |   |       |

En aplicación de lo dispuesto en los artículos 39.3 y 40.2 del Reglamento de la Asamblea, la elección de las secretarías de la Cámara se realizará de la siguiente manera: Las dos secretarías se elegirán simultáneamente; Cada diputada o diputado escribirá solo un nombre en la papeleta; Resultarán elegidos, por orden sucesivo, los dos que obtengan mayor número de votos.
| Votación a las secretarías de la Asamblea Regional de Murcia Mayoría absoluta: 23/45 |                                               |           |    |   |   |   |   |       |
| Candidato                                                                            | Fecha                                         | Voto      |    |   |   |   |   | Total |
| Francisco José Carrera (Vox)                                                         | 11 de junio de 2019 Mayoría requerida: Simple | Sí        |    | ? | ? | 4 |   | 20/45 |
| Emilio Ivars Ferrer (PSOE)                                                           | 11 de junio de 2019 Mayoría requerida: Simple | Sí        | 17 |   |   |   |   | 17/45 |
| María Giménez Casalduero (Unidas Podemos)                                            | 11 de junio de 2019 Mayoría requerida: Simple | Sí        |    |   |   |   | 2 | 2/45  |
| Ninguno                                                                              | 11 de junio de 2019                           | En blanco |    | ? | ? |   |   | 6/45  |
| Fuente: Asamblea Regional de Murcia Notas:                                           |                                               |           |    |   |   |   |   |       |

#### Grupos parlamentarios en la Asamblea
| Grupo Parlamentario | Grupo Parlamentario                 | Componentes   | Portavoz                                                                                             | Líder                                                                                          | Total |
|                     | Socialista                          | PSRM-PSOE: 17 | Diego Conesa Alcaraz                                                                                 | Diego Conesa Alcaraz                                                                           | 17    |
|                     | Popular                             | PPRM-PP: 16   | Joaquín Segado Martínez                                                                              | Fernando López Miras                                                                           | 16    |
|                     | Ciudadanos-Partido de la ciudadanía | Ciudadanos: 6 | María Isabel Franco Sánchez (junio 2019-septiembre 2019) Juan José Molina (desde septiembre de 2019) | Ana Martínez Vidal                                                                             | 6     |
|                     | Vox                                 | Vox: 4        | Juan José Liarte Pedreño                                                                             | Pascual Salvador Hernández                                                                     | 4     |
|                     | Mixto                               | Podemos: 2    | Óscar Urralburu Arza (junio 2019-septiembre 2019) María Marín Martínez (desde octubre de 2019)       | Óscar Urralburu Arza (junio 2019-septiembre 2019) María Marín Martínez (desde octubre de 2019) | 2     |

| Grupo Parlamentario | Grupo Parlamentario                 | Componentes                     | Portavoz                 | Líder                    | Total |
|                     | Socialista                          | PSRM-PSOE: 17                   | Diego Conesa Alcaraz     | Diego Conesa Alcaraz     | 17    |
|                     | Popular                             | PPRM-PP: 16                     | Joaquín Segado Martínez  | Fernando López Miras     | 16    |
|                     | Ciudadanos-Partido de la ciudadanía | Ciudadanos: 6                   | Juan José Molina         | Ana Martínez Vidal       | 6     |
|                     | Vox                                 | No adscritos (ex-Vox): 3 Vox: 1 | Juan José Liarte Pedreño | Juan José Liarte Pedreño | 4     |
|                     | Mixto                               | Podemos: 2                      | María Marín Martínez     | María Marín Martínez     | 2     |

| Grupo Parlamentario | Grupo Parlamentario                 | Componentes                                   | Portavoz                                                                              | Líder                                                                       | Total |
|                     | Socialista                          | PSRM-PSOE: 17                                 | Diego Conesa Alcaraz                                                                  | Diego Conesa Alcaraz                                                        | 17    |
|                     | Popular                             | PPRM-PP: 16                                   | Joaquín Segado Martínez                                                               | Fernando López Miras                                                        | 16    |
|                     | Ciudadanos-Partido de la ciudadanía | No adscritos (ex-Ciudadanos): 3 Ciudadanos: 3 | Juan José Molina (hasta abril de 2021) Francisco Álvarez García (desde abril de 2021) | Ana Martínez Vidal (hasta abril de 2021) No adscritos (desde abril de 2021) | 6     |
|                     | Vox                                 | No adscritos (ex-Vox): 3 Vox: 1               | Juan José Liarte Pedreño                                                              | Juan José Liarte Pedreño                                                    | 4     |
|                     | Mixto                               | Podemos: 2                                    | María Marín Martínez                                                                  | María Marín Martínez                                                        | 2     |

| Grupo Parlamentario | Grupo Parlamentario                 | Componentes                     | Portavoz | Líder                                   | Total |
|                     | Socialista                          | PSRM-PSOE: 17                   | Diego Conesa Alcaraz | Diego Conesa Alcaraz                    | 17    |
|                     | Popular                             | PPRM-PP: 16                     | Joaquín Segado Martínez | Fernando López Miras                    | 16    |
|                     | Ciudadanos-Partido de la ciudadanía | No adscritos (ex-Ciudadanos): 4 | Francisco Álvarez García | No adscritos                            | 4     |
|                     | Vox                                 | No adscritos (ex-Vox): 3 Vox: 1 | Juan José Liarte Pedreño | Juan José Liarte Pedreño                | 4     |
|                     | Mixto                               | Podemos: 2 Ciudadanos: 2        | María Marín Martínez (hasta octubre de 2021) Rafael Esteban Palazón (hasta octubre de 2021) María Marín Martínez (desde octubre de 2021) | María Marín Martínez Ana Martínez Vidal | 4     |

| Grupo Parlamentario | Grupo Parlamentario | Componentes                                              | Portavoz                                                                               | Líder                 | Total |
|                     | Socialista          | PSRM-PSOE: 17                                            | Francisco Lucas Ayala                                                                  | Francisco Lucas Ayala | 17    |
|                     | Popular             | PPRM-PP: 16                                              | Joaquín Segado Martínez                                                                | Fernando López Miras  | 16    |
|                     | Mixto               | No adscritos (ex-Vox): 3 Ciudadanos: 2 Podemos: 2 Vox: 1 | Ana Martínez Vidal María Marín Martínez (adjunta) Pascual Salvador Hernández (adjunto) | n/a                   | 8     |
|                     | Liberal Ciudadanos  | No adscritos (ex-Ciudadanos): 4                          | Francisco Álvarez García                                                               | No adscritos          | 4     |

## Política

### Moción de censura
El 10 de marzo de conformidad con lo establecido en su artículo 33.4 del Estatuto de Autonomía de la Región de Murcia, los artículos del 165 al 169 del Reglamento de la Cámara y el artículo 45 de la Ley 6/2004 de 28 de diciembre, del Estatuto del Presidente y el Consejo de Gobierno de la Región de Murcia, por medio de un escrito se presentó una moción de censura, proponiendo a Ana Martínez Vidal a Presidenta del Consejo de Gobierno de la Región de Murcia, formulada por los diecisiete diputados que componían el Grupo Parlamentario Socialista y los seis diputados del Grupo Parlamentario Ciudadanos-Partido de la Ciudadanía. Fue realizada el día 18 de marzo, resultando rechazada por 23 votos a 21 debido a los votos en contra del Partido Popular, Vox, los cuatro tránsfugas de Ciudadanos y los tres expulsados de Vox (cuya intención de voto fue incierta hasta un día antes de la moción), y cuya votación contó con una abstención del presidente de la Asamblea Alberto Castillo perteneciente todavía por aquel momento a Ciudadanos.
| Votación de moción de censura contra Fernando López Miras Mayoría absoluta: 23/45 |                                                         |      |    |    |   |   |   |              |       |
| Candidato                                                                         | Fecha                                                   | Voto |    |    |   |   |   | No adscritos | Total |
| Ana Martínez Vidal (Ciudadanos)                                                   | 18 de marzo de 2021 Mayoría requerida: Absoluta (23/45) | Sí   | 17 |    | 2 |   | 2 |              | 21/45 |
| Ana Martínez Vidal (Ciudadanos)                                                   | 18 de marzo de 2021 Mayoría requerida: Absoluta (23/45) | No   |    | 16 |   | 1 |   | 6            | 23/45 |
| Ana Martínez Vidal (Ciudadanos)                                                   | 18 de marzo de 2021 Mayoría requerida: Absoluta (23/45) | Abs. |    |    | 1 |   |   |              | 1/45  |
| Ana Martínez Vidal (Ciudadanos)                                                   | 18 de marzo de 2021 Mayoría requerida: Absoluta (23/45) | Aus. |    |    |   |   |   |              | 0/45  |
| Fuente: Asamblea Regional de Murcia Nota:                                         |                                                         |      |    |    |   |   |   |              |       |

### Día de la Hispanidad
Durante el día de la Fiesta Nacional de España, también conocido como Día de la Hispanidad, la Asamblea Regional se iluminó por primera vez en su historia con los colores de la bandera de España. La iluminación sobre la fachada principal comenzó poco antes de las 20:00 horas del lunes 11 de octubre hasta el amanecer del miércoles 14 de ese mismo mes.